# Willi Korth
Willi Korth (* 12. April 1955) ist ein ehemaliger deutscher Fußballspieler.

## Sportlicher Werdegang
Korth entstammt der Jugend von TuS Essen-West, wo er seine ersten Schritte im Erwachsenenbereich machte. 1977 wechselte er vom Amateurklub zu Schwarz-Weiß Essen in die 2. Bundesliga Nord. Nach ersten Anlaufschwierigkeiten etablierte er sich in der Stammelf des im Abstiegskampf befindlichen Klubs und bestritt in der Spielzeit 1977/78 24 Saisonspiele, bei der 1:5-Niederlage beim SV Arminia Hannover gelang dem Abwehrspieler sein einziges Profitor. Nach dem Abstieg des Klubs zum Saisonende wechselte er innerhalb der Spielklasse zu Bayer 04 Leverkusen. Unter Trainer Willibert Kremer kam er jedoch nicht über den Status eines Ergänzungsspielers hinaus, beim Gewinn der Zweitligameisterschaft bestritt er alle seine sieben Saisoneinsätze als Einwechselspieler und in der Bundesliga kam er in der Spielzeit 1979/80 überhaupt nicht zum Einsatz.
Im Sommer 1980 kehrte Korth zu Schwarz-Weiß Essen zurück. Mit dem Klub trat er bis zu seinem Karriereende 1991 in der drittklassigen Oberliga Nordrhein an. In der Spielzeit 1984/85 klopfte er mit dem Klub noch einmal beim Profifußball an, als die Mannschaft hinter dem Lokalrivalen Rot-Weiss Essen Vizemeister wurde. Damit war sie für die Deutsche Amateurmeisterschaft 1985 qualifiziert, scheiterte jedoch in der ersten Runde am späteren finalisten DSC Wanne-Eickel. Im DFB-Pokal 1987/88 machte er mit dem Klub nochmals überregional auf sich aufmerksam, als das Achtelfinale erreicht wurde. Uwe Leifeld schoss jedoch den Bundesligisten VfL Bochum im Uhlenkrugstadion mit dem einzigen Treffer des Tages in Richtung Finalspiel.
Korth blieb Schwarz-Weiß Essen auch nach dem Karriereende verbunden und war zeitweise Vorstandsmitglied des Klubs.